# Designhøjskolen i Umeå
63°49′15″N 20°16′34″Ø / 63.82083°N 20.27611°Ø
Designhøjskolen i Umeå (svensk: Designhögskolan vid Umeå universitet engelsk: Umeå Institute of Design) er en designhøjskole der hviler på et kunstnerisk fundament og den hører under Umeå universitets teknisk-naturvidenskabelige fakultet.
Designhøjskolen i Umeå blev grundlagt i 1989 og er beliggende på Kunstcampus ved Ume älvens bred i det centrale Umeå.

## Uddannelse
Hvert år optages 12–15 studenter på den svensksprogede 3-årige kandidatuddannelse i industrieltdesign. Som overbygning findes der tre 2-årige masterprogrammer i transportdesign, produktdesign og interaktionsdesign, som alle foregår på engelsk og er åbne for internationale studenter.

## Bygningen
Hovedbygningen blev tegnet af arkitekt Olle Qvarnström og var fra starten bygget sammen med en transformatorstation fra 1926, der tilhører Umeå träsliperi, men er senere ved flere lejligheder blevet udvidet. Siden foråret 2012 har Designhøjskolen via. en restaurant i forskudt-niveau været integreret med de øvrige bygninger på Kunstcampus: Arkitekthøjskolen (færdiggjort 2010), Kunsthøjskolen (2012) og Bildmuseet (2012).

## International opmærksomhed
Skolen er anerkendt internationalt og er den eneste i Skandinavien der har været med de tre år (2006, 2007 og 2009) hvor avisen BusinessWeek vurderede de bedste designuddannelser i verden. I 2010 blev Designskolen også udpeget som en af verdens 18 mest prestigefyldte designskoler. I 2011 blev skolen af Red Dot Institute vurderet som den næstbedste i Europa, Nordamerika og Sydamerika. I 2012 tog skolen skridtet op til førstepladsen i samme vurdering. I 2013 vandt skolen den amerikanske IDEA, International Design Excellence Awards 2013, foran skoler fra Kina, USA og Storbritannien.